# 利略站
利略站是位于湖南泸溪县解放岩乡的一个铁路车站，邮政编码416112。车站建于1978年，有焦柳铁路经过该站，现仅办理货运业务，不办理客运业务。车站距离月山站1119公里，隶属广铁集团，是五等站。